# Yeso III, Higuerones IX y El Marrubio
Yeso III, Higuerones IX y El Marrubio este o arie protejată (arie specială de conservare — SAC, sit de importanță comunitară — SCI) din Spania întinsă pe o suprafață de 188,76 ha, integral pe uscat.

## Localizare
Centrul sitului Yeso III, Higuerones IX y El Marrubio este situat la coordonatele 36°58′51″N 4°43′22″W / 36.9808°N 4.7229°V.

## Înființare
Situl Yeso III, Higuerones IX y El Marrubio a fost declarat sit de importanță comunitară în decembrie 2000 pentru a proteja 9 specii de animale. Situl a fost protejat și ca arie specială de conservare în ianuarie 2015.

## Biodiversitate
Situată în ecoregiunea mediteraneană, aria protejată conține 5 habitate naturale: Dehesas cu Quercus spp. perene, Peșteri inaccesibile publicului, Tufărișuri termo-mediteraneene și de pre-deșert, Pseudostepă cu ierburi și specii anuale de Thero-Brachypodietea, Matorral arborescenți cu Juniperus spp..
La baza desemnării sitului se află mai multe specii protejate de  mamifere (9): liliac cu aripi lungi (Miniopterus schreibersii), liliac cu urechi de șoarece (Myotis blythii), liliac cu picioare lungi (Myotis capaccinii), liliac cărămiziu (Myotis emarginatus), liliac comun (Myotis myotis), liliacul mediteranean cu potcoavă (Rhinolophus euryale), liliacul mare cu potcoavă (Rhinolophus ferrumequinum), liliacul mic cu potcoavă (Rhinolophus hipposideros), liliacul cu potcoavă a lui méhely (Rhinolophus mehelyi).
Pe lângă speciile protejate, pe teritoriul sitului au mai fost identificate 2 specii de plante, 1 specie de mamifere.